# Huyện tự trị Trung Quốc
Huyện tự trị (tiếng Trung: 自治县 Zìzhìxiàn) là một đơn vị hành chính cấp huyện của Trung Quốc. Huyện tự trị có thể nằm trong một châu tự trị hoặc một địa cấp thị nào đó. Hiện Trung Quốc có 117 huyện tự trị.
Tương đương huyện tự trị có kỳ tự trị (自治旗, zìzhìqí). Nhưng loại này chỉ có trong khu tự trị Nội Mông. Có ba kỳ tự trị.

## Các huyện tự trị
Các huyện tự trị
| Tỉnh           | Huyện tự trị                                                    | Chữ Hán & Bính âm                                                               | Sắc tộc chính                                               | Tên theo tiếng địa phương | Thủ phủ                          |      |
| -------------- | --------------------------------------------------------------- | ------------------------------------------------------------------------------- | ----------------------------------------------------------- | --- | -------------------------------- | ---- |
| Trùng Khánh    | Huyện tự trị dân tộc H'Mong và Thổ Gia Bành Thủy                | 彭水苗族土家族自治县 Péngshuǐ Miáozú Tǔjiāzú Zìzhìxiàn                          | H'Mong và người Thổ Gia                                     | ? | Han Gia (Hanjia)                 |      |
| Trùng Khánh    | Huyện tự trị dân tộc Thổ Gia Thạch Trụ                          | 石柱土家族自治县 Shízhù Tǔjiāzú Zìzhìxiàn                                       | Người Thổ Gia (Tujia)                                       | ? | Nam Biên (Nanbin)                |      |
| Trùng Khánh    | Huyện tự trị dân tộc Thổ Gia và H'Mong Tú Sơn (Xiushan)         | 秀山土家族苗族自治县 Xiùshān Tǔjiāzú Miáozú Zìzhìxiàn                           | Người Thổ Gia (Tujia) và H'Mong hay Miêu (Miao)             | ? | Trung Hòa (Zhonghe)              |      |
| Trùng Khánh    | Huyện tự trị dân tộc Thổ Gia và H'Mong Dậu Dương (Youyang)      | 酉阳土家族苗族自治县 Yǒuyáng Tǔjiāzú Miáozú Zìzhìxiàn                           | Người Thổ Gia (Tujia) và H'Mong hay Miêu (Miao)             | ? | Zhongduo                         |      |
| Cam Túc        | Huyện tự trị dân tộc Kazakh Aksai                               | 阿克賽哈萨克族自治县 Ākèsài Hāsàkèzú Zìzhìxiàn                                  | Người Kazakh                                                | Tiếng Kazakh اقساي قازاق اۆتونوميالى اۋدانى Aqsay Qazaq avtonomyalı awdanı | Hongliuwan                       |      |
| Cam Túc        | Huyện tự trị dân tộc Đông Hương                                 | 东乡族自治县 Dōngxiāngzú Zìzhìxiàn                                              | Người Đông Hương (Dongxiang)                                | Tiếng Santa: Dunxianzu Zizhixien | Suonan                           |      |
| Cam Túc        | Huyện tự trị dân tộc Bảo An, Đông Hương và Salar Tích Thạch Sơn | 积石山保安族东乡族撒拉族自治县 Jīshíshān Bǎo'ānzú Dōngxiāngzú Sǎlāzú Zìzhìxiàn  | Người Bảo An (Bonan), người Đông Hương, và người Salar      | ? | Cuimatan                         |      |
| Cam Túc        | Huyện tự trị dân tộc Mông Cổ Túc Bắc                            | 肃北蒙古族自治县 Sùběi Měnggǔzú Zìzhìxiàn                                       | Người Mông Cổ                                               | Tiếng Mông Cổ ᠰᠤᠪᠧᠢ ᠶᠢᠨ ᠮᠣᠩᠭᠣᠯ ᠥᠪᠡᠷᠲᠡᠭᠡᠨ ᠵᠠᠰᠠᠬᠤ ᠰᠢᠶᠠᠨ Subėi-yin Moŋɣol öbertegen jasaqu siyan                                                                                                  | Dangchengwan                     |      |
| Cam Túc        | Huyện tự trị dân tộc Yugur Túc Nam                              | 肃南裕固族自治县 Sùnán Yùgùzú Zìzhìxiàn                                         | Người Yugur                                                 | ? | Hongwansi                        |      |
| Cam Túc        | Huyện tự trị dân tộc Tạng Thiên Chúc                            | 天祝藏族自治县 Tiānzhù Zàngzú Zìzhìxiàn                                         | Người Tạng (Tibetan)                                        | tiếng Tạng དཔའ་རིས་བོད་རིགས་རང་སྐྱོང་རྫོང༌། dpa'a-ris bod-rigs rang-skyong rdzong/ | Huazangsi                        |      |
| Cam Túc        | Huyện tự trị dân tộc Hồi Trương Gia Xuyên                       | 张家川回族自治县 Zhāngjiāchuān Huízú Zìzhìxiàn                                  | Người Hồi (Hui)                                             | (Người Hồi nói tiếng Trung) Xiao'erjing: جْاکِاچُوًا خُوِذُو ذِجِشِیًا‎ | Trương Gia Xuyên (Zhangjiachuan) |      |
| Quảng Đông     | Huyện tự trị dân tộc Dao Liên Nam                               | 连南瑶族自治县 Liánnán Yáozú Zìzhìxiàn                                          | Người Dao (Yao)                                             | ? | Liên Nam (Liannan)               |      |
| Quảng Đông     | Huyện tự trị dân tộc Tráng & Dao Liên Sơn                       | 连山壮族瑶族自治县 Liánshān Zhuàngzú Yáozú Zìzhìxiàn                            | Người Tráng (Zhuang) và người Dao                           | ? | Jitian                           |      |
| Quảng Đông     | Huyện tự trị dân tộc Dao Nhũ Nguyên                             | 乳源瑶族自治县 Rǔyuán Yáozú Zìzhìxiàn                                           | Người Dao                                                   | ? | Rucheng                          |      |
| Quảng Tây      | Huyện tự trị dân tộc Dao Ba Mã                                  | 巴马瑶族自治县 Bāmǎ Yáozú Zìzhìxiàn                                             | Người Dao (Yao)                                             | ? | Bama                             |      |
| Quảng Tây      | Huyện tự trị dân tộc Dao Đại Hóa                                | 大化瑶族自治县 Dàhuà Yáozú Zìzhìxiàn                                            | Người Dao (Yao)                                             | ? | Đại Hóa (Dahua)                  |      |
| Quảng Tây      | Huyện tự trị dân tộc Dao Đô An                                  | 都安瑶族自治县 Dū'ān Yáozú Zìzhìxiàn                                            | Người Dao (Yao)                                             | ? | Anyang                           |      |
| Quảng Tây      | Huyện tự trị dân tộc Dao Phú Xuyên                              | 富川瑶族自治县 Fùchuān Yáozú Zìzhìxiàn                                          | Người Dao (Yao)                                             | ? | Fuyang                           |      |
| Quảng Tây      | Huyện tự trị dân tộc Dao Cung Thành                             | 恭城瑶族自治县 Gōngchéng Yáozú Zìzhìxiàn                                        | Người Dao (Yao)                                             | ? | Gongcheng                        |      |
| Quảng Tây      | Huyện tự trị dân tộc Mao Nam Hoàn Giang                         | 环江毛南族自治县 Huánjiāng Máonánzú Zìzhìxiàn                                   | Người Mao Nam (Maonan)                                      | ? | Si'en                            |      |
| Quảng Tây      | Huyện tự trị dân tộc Dao Kim Tú                                 | 金秀瑶族自治县 Jīnxiù Yáozú Zìzhìxiàn                                           | Người Dao                                                   | ? | Jinxiu                           |      |
| Quảng Tây      | Huyện tự trị các dân tộc Long Lâm                               | 隆林各族自治县 Lōnglín Gèzú Zìzhìxiàn                                           | H'Mong, người Lô Lô, và người Cờ Lao                        | ? | Longlin                          |      |
| Quảng Tây      | Huyện tự trị các dân tộc Long Thắng                             | 龙胜各族自治县 Lóngshēng Gèzú Zìzhìxiàn                                         | Người Động, người Dao, và H'Mong                            | ? | Longsheng                        |      |
| Quảng Tây      | Huyện tự trị dân tộc Mulao La Thành                             | 罗城仫佬族自治县 Luóchéng Mùlǎozú Zìzhìxiàn                                     | Người Mulao (Mục Lão)                                       | ? | Dongmen                          |      |
| Quảng Tây      | Huyện tự trị dân tộc H'Mong Dung Thủy                           | 融水苗族自治县 Róngshuǐ Miáozú Zìzhìxiàn                                        | H'Mong                                                      | ? | Rongshui                         |      |
| Quảng Tây      | Huyện tự trị dân tộc Động Tam Giang                             | 三江侗族自治县 Sānjiāng Dòngzú Zìzhìxiàn                                        | Người Động (Dong)                                           | ? | Tam Giang (Sanjiang)             |      |
| Quý Châu       | Huyện tự trị dân tộc Cờ Lao và H'Mong Đạo Chân                  | 道真仡佬族苗族自治县 Dǎozhēn Gēlǎozú Miáozú Zìzhìxiàn                           | Người Cờ Lao (Gelao) và H'Mong                              | ? | Yuxi                             |      |
| Quý Châu       | Huyện tự trị dân tộc Bố Y và H'Mong Quan Lĩnh                   | 关岭布依族苗族自治县 Guānlíng Bùyīzú Miáozú Zìzhìxiàn                           | Người Bố Y (Bouyei) và H'Mong                               | ? | Guansuo                          |      |
| Quý Châu       | Huyện tự trị dân tộc Thủy Tam Đô                                | 三都水族自治县 Sāndū Shuǐzú Zìzhìxiàn                                           | Người Thủy (Shui)                                           | ? | Sanhe                            |      |
| Quý Châu       | Huyện tự trị dân tộc H'Mong Tùng Đào                            | 松桃苗族自治县 Sōngtáo Miáozú Zìzhìxiàn                                         | H'Mong                                                      | ? | Chengguan                        |      |
| Quý Châu       | Huyện tự trị dân tộc Lô Lô, Hồi, và H'Mong Uy Ninh              | 威宁彝族回族苗族自治县 Wēiníng Yízú Huízú Miáozú Zìzhìxiàn                      | Người Lô Lô (Yi), người Hồi, và H'Mong                      | (Người Hồi nói tiếng Trung) Xiao'erjing: وِنٍْ یِذُو خُوِذُو مِیَوْذُو ذِجِشِیًا‎ | Chengguan                        |      |
| Quý Châu       | Huyện tự trị dân tộc Cờ Lao và H'Mong Vụ Xuyên                  | 务川仡佬族苗族自治县 Wùchuān Gēlǎozú Miáozú Zìzhìxiàn                           | Người Cờ Lao và H'Mong                                      | ? | Duru                             |      |
| Quý Châu       | Huyện tự trị dân tộc Thổ Gia Duyên Hà                           | 沿河土家族自治县 Yánhé Tǔjiāzú Zìzhìxiàn                                        | Người Thổ Gia                                               | ? | Heping                           |      |
| Quý Châu       | Huyện tự trị dân tộc Thổ Gia và H'Mong Ấn Giang                 | 印江土家族苗族自治县 Yìnjiāng Tǔjiāzú Miáozú Zìzhìxiàn                          | Người Thổ Gia và H'Mong                                     | ? | Pingyuan                         |      |
| Quý Châu       | Huyện tự trị dân tộc Động Ngọc Bình                             | 玉屏侗族自治县 Yùpíng Dòngzú Zìzhìxiàn                                          | Người Động (Dong)                                           | ? | Pingxi                           |      |
| Quý Châu       | Huyện tự trị dân tộc Bố Y và H'Mong Trấn Ninh                   | 镇宁布依族苗族自治县 Zhènníng Bùyīzú Miáozú Zìzhìxiàn                           | Người Bố Y và H'Mong                                        | ? | Chengguan                        |      |
| Quý Châu       | Huyện tự trị dân tộc H'Mong và Bố Y Tử Vân                      | 紫云苗族布依族自治县 Zǐyún Miáozú Bùyīzú Zìzhìxiàn                              | H'Mong và Bố Y                                              | ? | Songshan                         |      |
| Hải Nam        | Huyện tự trị dân tộc Lê Bạch Sa                                 | 白沙黎族自治县 Báishā Lízú Zìzhìxiàn                                            | Người Lê (Li)                                               | ? | Yacha                            |      |
| Hải Nam        | Huyện tự trị dân tộc Lê và H'Mong Bảo Đình                      | 保亭黎族苗族自治县 Bǎotíng Lízú Miáozú Zìzhìxiàn                                | Người Lê và H'Mong                                          | ? | Baocheng                         |      |
| Hải Nam        | Huyện tự trị dân tộc Lê Xương Giang                             | 昌江黎族自治县 Chāngjiāng Lízú Zìzhìxiàn                                        | Người Lê (Li)                                               | ? | Shilu                            |      |
| Hải Nam        | Huyện tự trị dân tộc Lê Lạc Đông                                | 乐东黎族自治县 Lèdōng Lízú Zìzhìxiàn                                            | Người Lê (Li)                                               | ? | Baoyou                           |      |
| Hải Nam        | Huyện tự trị dân tộc Lê Lăng Thủy                               | 陵水黎族自治县 Língshuǐ Lízú Zìzhìxiàn                                          | Người Lê (Li)                                               | ? | Dingping                         |      |
| Hải Nam        | Huyện tự trị dân tộc Lê và H'Mong Quỳnh Trung                   | 琼中黎族苗族自治县 Qióngzhōng Lízú Miáozú Zìzhìxiàn                             | Người Lê và H'Mong                                          | ? | Yinggen                          |      |
| Hà Bắc         | Huyện tự trị dân tộc Hồi Đại Xưởng                              | 大厂回族自治县 Dàchǎng Huízú Zìzhìxiàn                                          | Người Hồi                                                   | (Người Hồi nói tiếng Trung) Xiao'erjing: دَاچْا خُوِذُو ذِجِشِیًا‎ | Đại Xưởng (Dachang)              |      |
| Hà Bắc         | Huyện tự trị dân tộc Mãn Phong Ninh                             | 丰宁满族自治县 Fēngníng Mǎnzú Zìzhìxiàn                                         | Người Mãn (Manchu)                                          | Tiếng Mãn Châu ᡶᡝᠩᠨᡳᠩ ᠮᠠᠨᠵᡠ ᠪᡝᠶᡝ ᡩᠠᠰᠠᠩᡤᠠ ᠰᡳᠶᠠᠨ Fengning manju beye dasangga siyan | Daming                           |      |
| Hà Bắc         | Huyện tự trị dân tộc Mãn Khoan Thành                            | 宽城满族自治县 Kuānchéng Mǎnzú Zìzhìxiàn                                        | Người Mãn (Manchu)                                          | Tiếng Mãn Châu ᡴᡠᠸᠠᠨᠴᡝᠩ ᠮᠠᠨᠵᡠ ᠪᡝᠶᡝ ᡩᠠᠰᠠᠩᡤᠠ ᠰᡳᠶᠠᠨ Kuwanceng manju beye dasangga siyan | Kuancheng                        |      |
| Hà Bắc         | Huyện tự trị dân tộc Hồi Mạnh Thôn                              | 孟村回族自治县 Mèngcūn Huízú Zìzhìxiàn                                          | Người Hồi                                                   | (Người Hồi nói tiếng Trung) Xiao'erjing: مْعڞٌ خُوِذُو ذِجِشِیًا‎ | Mengcun                          |      |
| Hà Bắc         | Huyện tự trị dân tộc Mãn Thanh Long                             | 青龙满族自治县 Qīnglóng Mǎnzú Zìzhìxiàn                                         | Người Mãn                                                   | Tiếng Mãn Châu ᠴᡳᠩᠯᡠᠩ ᠮᠠᠨᠵᡠ ᠪᡝᠶᡝ ᡩᠠᠰᠠᠩᡤᠠ ᠰᡳᠶᠠᠨ Cinglung manju beye dasangga siyan | Qinglong                         |      |
| Hà Bắc         | Huyện tự trị dân tộc Mãn và Mông Cổ Vi Trường                   | 围场满族蒙古族自治县 Wéichǎng Mǎnzú Měnggǔzú Zìzhìxiàn                          | Người Mãn và người Mông Cổ                                  | Tiếng Mãn Châu ᠸᡝᡳᠴᠠᠩ ᠮᠠᠨᠵᡠ ᠮᠣᠩᡤᠣ ᠪᡝᠶᡝ ᡩᠠᠰᠠᠩᡤᠠ ᠰᡳᠶᠠᠨ Weičaŋ Manju Moŋgo beye dasaŋga siyan Tiếng Mông Cổ ᠸᠧᠢᠴᠠᠩ ᠮᠠᠨᠵᠤ ᠮᠣᠩᠭ᠋ᠣᠯ ᠥᠪᠡᠷᠲᠡᠭᠡᠨ ᠵᠠᠰᠠᠬᠤ ᠰᠢᠶᠠᠨ Vėičaŋ Manju Moŋɣol öbertegen jasaqu siyan | Waichang                         |      |
| Hắc Long Giang | Huyện tự trị dân tộc Mông Cổ Dorbod (Đỗ Nhĩ Bá)                 | 杜尔伯特蒙古族自治县 Dù'ěrbótè Měnggǔzú Zìzhìxiàn                               | Người Mông Cổ (Mongol)                                      | Tiếng Mông Cổ ᠳᠥᠷᠪᠡᠳ ᠮᠣᠩᠭᠣᠯ ᠥᠪᠡᠷᠲᠡᠭᠡᠨ ᠵᠠᠰᠠᠬᠤ ᠰᠢᠶᠠᠨ Dörbed Moŋɣol öbertegen jasaqu siyan | Taikang                          |      |
| Hồ Bắc         | Huyện tự trị dân tộc Thổ Gia Trường Dương                       | 长阳土家族自治县 Chángyáng Tǔjiāzú Zìzhìxiàn                                    | Người Thổ Gia (Tujia)                                       | ? | Longzhouping                     |      |
| Hồ Bắc         | Huyện tự trị dân tộc Thổ Gia Ngũ Phong                          | 五峰土家族自治县 Wǔfēng Tǔjiāzú Zìzhìxiàn                                       | Người Thổ Gia (Tujia)                                       | ? | Wufeng                           |      |
| Hồ Nam         | Huyện tự trị dân tộc H'Mong Thành Bộ                            | 城步苗族自治县 Chēngbù Miáozú Zìzhìxiàn                                         | H'Mong                                                      | ? | Rulin                            |      |
| Hồ Nam         | Huyện tự trị dân tộc Dao Giang Hoa                              | 江华瑶族自治县 Jiānghuá Yáozǔ Zìzhìxiàn                                         | Người Dao                                                   | ? | Tuojiang                         |      |
| Hồ Nam         | Huyện tự trị dân tộc H'Mong và Động Tĩnh Châu                   | 靖州苗族侗族自治县 Jǐngzhōu Miáozú Dòngzú Zìzhìxiàn                             | H'Mong và người Động                                        | ? | Jingzhou                         |      |
| Hồ Nam         | Huyện tự trị dân tộc H'Mong Ma Dương                            | 麻阳苗族自治县 Máyáng Miáozú Zìzhìxiàn                                          | H'Mong                                                      | ? | Gaocun                           |      |
| Hồ Nam         | Huyện tự trị dân tộc Động Thông Đạo                             | 通道侗族自治县 Tōngdào Dòngzú Zìzhìxiàn                                         | Người Động (Dong)                                           | ? | Shuangjiang                      |      |
| Hồ Nam         | Huyện tự trị dân tộc Động Tân Hoảng                             | 新晃侗族自治县 Xīnhuǎng Dòngzú Zìzhìxiàn                                        | Người Động (Dong)                                           | ? | Xinhuang                         |      |
| Hồ Nam         | Huyện tự trị dân tộc Động Chỉ Giang                             | 芷江侗族自治县 Zhǐjiāng Dòngzú Zìzhìxiàn                                        | Người Động (Dong)                                           | ? | Zhijiang                         |      |
| Nội Mông       | Kỳ tự trị Oroqin (Ngạc Luân Xuân)                               | 鄂伦春自治旗 Èlúnchūn Zìzhìqí                                                   | Người Oroqen                                                | ? | Alihe                            |      |
| Nội Mông       | Kỳ tự trị dân tộc Evenki (Ngạc Ôn Khắc)                         | 鄂温克族自治旗 Èwēnkèzú Zìzhìqí                                                 | Người Evenk                                                 | Tiếng Evenki ᠧᠸᠧᠩᠺᠢ ᠠᠶᠢᠮᠠᠨᠨᠢ ᠮᠧᠧᠨᠵᠢ ᠵᠣᠬᠠᠷ ᠭᠣᠰ Ewengki Aimanni Meenji Zhohar Gos | Bayan Tuohai                     |      |
| Nội Mông       | Kỳ tự trị dân tộc Dawa Daur Morin (Mạc Lực)                     | 莫力达瓦达斡尔族自治旗 Mòlìdáwǎ Dáwò'ěrzú Zìzhìqí                               | Người Daur                                                  | ? | Ni'erji                          |      |
| Cát Lâm        | Huyện tự trị dân tộc Triều Tiên Trường Bạch                     | 长白朝鲜自治县 Chángbái Cháoxiǎnzú Zìzhìxiàn                                    | Người Triều Tiên                                            | Tiếng Triều Tiên 장백 조선족 자치현 Jangbaek Joseonjok Jachihyeon | Trường Bạch (Changbai)           |      |
| Cát Lâm        | Huyện tự trị dân tộc Mông Cổ Tiền Gorlos                        | 前郭尔罗斯蒙古族自治县 Qián'guō'ěrluósī Měnggǔzú Zìzhìxiàn                      | Người Mông Cổ                                               | Tiếng Mông Cổ ᠡᠮᠦᠨᠡᠳᠦ ᠭᠣᠷᠯᠣᠰ ᠢᠨ ᠮᠣᠩᠭᠣᠯ ᠥᠪᠡᠷᠲᠡᠭᠡᠨ ᠵᠠᠰᠠᠬᠤ ᠰᠢᠶᠠᠨ Emünedü Ɣorlos-in Moŋɣol öbertegen jasaqu siyan                                                                                  | Qianguo                          |      |
| Cát Lâm        | Huyện tự trị dân tộc Mãn Y Thông                                | 伊通满族自治县 Yītōng Mǎnzú Zìzhìxiàn                                           | Người Mãn                                                   | Tiếng Mãn Châu ᡳᡨᡠᠩ ᠮᠠᠨᠵᡠ ᠪᡝᠶᡝ ᡩᠠᠰᠠᠩᡤᠠ ᠰᡳᠶᠠᠨ Itung manju beye dasangga siyan | Yitong                           |      |
| Liêu Ninh      | Huyện tự trị dân tộc Mông Cổ Harqin Left                        | 喀喇沁左翼蒙古族自治县 Kālāqìn Zuǒyì Měnggǔzú Zìzhìxiàn                         | người Mông Cổ                                               | Tiếng Mông Cổ ᠬᠠᠷᠠᠴᠢᠨ ᠵᠡᠭᠦᠨ ᠭᠠᠷᠤᠨ ᠮᠣᠩᠭᠣᠯ ᠥᠪᠡᠷᠲᠡᠭᠡᠨ ᠵᠠᠰᠠᠬᠤ ᠰᠢᠶᠠᠨ Qaračin Jegün Ɣarun Moŋɣol öbertegen jasaqu siyan                                                                              | Jinshan                          |      |
| Liêu Ninh      | Huyện tự trị dân tộc Mông Cổ Phụ Tân                            | 阜新蒙古族自治县 Fùxīn Měnggǔzú Zìzhìxiàn                                       | người Mông Cổ                                               | Tiếng Mông Cổ ᠹᠦᠰᠢᠨ ᠦ ᠮᠣᠩᠭᠣᠯ ᠥᠪᠡᠷᠲᠡᠭᠡᠨ ᠵᠠᠰᠠᠬᠤ ᠰᠢᠶᠠᠨ Füsin-ü Moŋɣol öbertegen jasaqu siyan | Fuxin                            |      |
| Liêu Ninh      | Huyện tự trị dân tộc Mãn Tân Tân                                | 新宾满族自治县 Xīnbīn Mǎnzú Zìzhìxiàn                                           | người Mãn (Manchu)                                          | Tiếng Mãn Châu ᠰᡳᠨᠪᡳᠨ ᠮᠠᠨᠵᡠ ᠪᡝᠶᡝ ᡩᠠᠰᠠᠩᡤᠠ ᠰᡳᠶᠠᠨ Sinbin manju beye dasangga siyan | Xinbin                           |      |
| Liêu Ninh      | Huyện tự trị dân tộc Mãn Thanh Nguyên                           | 清原满族自治县 Qīngyuán Mǎnzú Zìzhìxiàn                                         | người Mãn (Manchu)                                          | Tiếng Mãn Châu ᠴᡳᠩᠶᡠᠸᠠᠨ ᠮᠠᠨᠵᡠ ᠪᡝᠶᡝ ᡩᠠᠰᠠᠩᡤᠠ ᠰᡳᠶᠠᠨ Cingyuwan manju beye dasangga siyan | Qingyuan                         |      |
| Liêu Ninh      | Huyện tự trị dân tộc Mãn Bản Khê                                | 本溪满族自治县 Běnxī Mǎnzú Zìzhìxiàn                                            | người Mãn (Manchu)                                          | Tiếng Mãn Châu ᠪᡝᠨᠰᡳ ᠮᠠᠨᠵᡠ ᠪᡝᠶᡝ ᡩᠠᠰᠠᠩᡤᠠ ᠰᡳᠶᠠᠨ Bensi manju beye dasangga siyan | Xiaoshi                          |      |
| Liêu Ninh      | Huyện tự trị dân tộc Mãn Hoàn Nhân                              | 桓仁满族自治县 Huánrén Mǎnzú Zìzhìxiàn                                          | người Mãn (Manchu)                                          | Tiếng Mãn Châu ᡥᡠᠸᠠᠨᡵᡝᠨ ᠮᠠᠨᠵᡠ ᠪᡝᠶᡝ ᡩᠠᠰᠠᠩᡤᠠ ᠰᡳᠶᠠᠨ Huwanren manju beye dasangga siyan | Hoàn Nhân (Huanren)              |      |
| Liêu Ninh      | Huyện tự trị dân tộc Mãn Tụ Nham                                | 岫岩满族自治县 Xiùyán Mǎnzú Zìzhìxiàn                                           | người Mãn (Manchu)                                          | Tiếng Mãn Châu ᠰᡳᡠᠶᠠᠨ ᠮᠠᠨᠵᡠ ᠪᡝᠶᡝ ᡩᠠᠰᠠᠩᡤᠠ ᠰᡳᠶᠠᠨ Siuyan manju beye dasangga siyan | Xiuyan                           |      |
| Liêu Ninh      | Huyện tự trị dân tộc Mãn Khoan Điện                             | 宽甸满族自治县 Kuāndiàn Mǎnzú Zìzhìxiàn                                         | người Mãn (Manchu)                                          | Tiếng Mãn Châu ᡴᡠᠸᠠᠨᡩᡳᠶᠠᠨ ᠮᠠᠨᠵᡠ ᠪᡝᠶᡝ ᡩᠠᠰᠠᠩᡤᠠ ᠰᡳᠶᠠᠨ Kuwandiyan manju beye dasangga siyan | Kuandian                         |      |
| Thanh Hải      | Huyện tự trị dân tộc Hồi và Thổ Đại Thông                       | 大通回族土族自治县 Dàtōng Huízú Tǔzú Zìzhìxiàn                                  | Người Hồi và người Thổ (Tu)                                 | (Người Hồi nói tiếng Trung) Xiao'erjing دَاتْو خُوِذُو تُوذُو ذِجِشِیًا‎ | Xiping                           |      |
| Thanh Hải      | Huyện tự trị dân tộc Mông Cổ Hà Nam                             | 河南蒙古自治县 Hénán Ménggǔ Zìzhìxiàn                                           | Người Mông Cổ                                               | ? | Youganning                       |      |
| Thanh Hải      | Huyện tự trị dân tộc Hồi Hóa Long                               | 化隆回族自治县 Huàlóng Huízú Zìzhìxiàn                                          | Người Hồi                                                   | (Người Hồi nói tiếng Trung) Xiao'erjing خُوَلْو خُوِذُو ذِجِشِیًا‎ | Bayan                            |      |
| Thanh Hải      | Huyện tự trị dân tộc Thổ Hỗ Trợ                                 | 互助土族自治县 Hùzhù Tǔzú Zìzhìxiàn                                             | Người Thổ (Tu)                                              | Tiếng Monguor Huzhu Mongghul njeenaa daglagu xan | Weiyuan                          |      |
| Thanh Hải      | Huyện tự trị dân tộc Hồi Môn Nguyên                             | 门源回族自治县 Ményuán Huízú Zìzhìxiàn                                          | Người Hồi                                                   | (Người Hồi nói tiếng Trung) Xiao'erjing مٍیُوًا خُوِذُو ذِجِشِیًا‎ | Haomen                           |      |
| Thanh Hải      | Huyện tự trị dân tộc Hồi và Thổ Dân Hòa                         | 民和回族土族自治县 Mínhé Huízú Tǔzú Zìzhìxiàn                                   | Người Hồi và người Thổ                                      | (Người Hồi nói tiếng Trung) Xiao'erjing مٍحْ خُوِذُو تُوذُو ذِجِشِیًا‎ | Shangchuankou                    |      |
| Thanh Hải      | Huyện tự trị dân tộc Salar Tuần Hóa                             | 循化撒拉族自治县 Xúnhuà Sǎlázú Zìzhìxiàn                                        | Người Salar (Tát Lạp tộc)                                   | Tiếng Salar Yisır Salır özbaşdak yurt | Jishi                            |      |
| Tứ Xuyên       | Huyện tự trị dân tộc Khương Bắc Xuyên                           | 北川羌族自治县 Běichuān Qiāngzú Zìzhìxiàn                                       | Người Khương (Qiang)                                        | ? | Qushan                           |      |
| Tứ Xuyên       | Huyện tự trị dân tộc Lô Lô Nga Biên                             | 峨边彝族自治县 Ébiān Yízú Zìzhìxiàn                                             | người Lô Lô                                                 | ? | Shaping                          |      |
| Tứ Xuyên       | Huyện tự trị dân tộc Lô Lô Mã Biên                              | 马边彝族自治县 Mǎbiān Yízú Zìzhìxiàn                                            | người Lô Lô                                                 | ? | Minjian                          |      |
| Tứ Xuyên       | Huyện tự trị dân tộc Tạng Mộc Lý                                | 木里藏族自治县 Mùlǐ Zàngzú Zìzhìxiàn                                            | Người Tạng (Tibetan)                                        | chữ Tạng: མི་ལི་རང་སྐྱོང་རྫོང་ / Mi-li rang-skyong-rdzong | Qiaowa                           |      |
| Tân Cương      | Huyện tự trị dân tộc Kazakh Barkol                              | 巴里坤哈萨克自治县 Bālǐkūn Hāsàkèzú Zìzhìxiàn                                   | Người Kazakh                                                | Tiếng Kazakh باركول قازاق اۆتونوميالى اۋدانى Barköl Qazaq avtonomyalı awdanı | Barkol                           |      |
| Tân Cương      | Huyện tự trị dân tộc Mông Cổ Hoboksar                           | 和布克塞尔蒙古自治县 Hébùkèsài'ěr Ménggǔ Zìzhìxiàn                              | Người Mông Cổ                                               | Tiếng Mông Cổ ᠬᠣᠪᠤᠭ᠎ᠠ ᠰᠠᠢᠷᠢ ᠶᠢᠨ ᠮᠣᠩᠭ᠋ᠣᠯ ᠥᠪᠡᠷᠲᠡᠭᠡᠨ ᠵᠠᠰᠠᠬᠤ ᠰᡳᠶᠠᠨ Qobuɣ-a Sairi-yin Moŋɣol öbertegen jasaqu siyan                                                                                   | Hoboksar                         |      |
| Tân Cương      | Huyện tự trị dân tộc Kazak Mori                                 | 木垒哈萨克自治县 Mùlěi Hāsàkèzú Zìzhìxiàn                                       | Người Kazakh                                                | Tiếng Kazakh موري قازاق اۆتونوميالى اۋدانى Morï Qazaq avtonomyalı awdanı | Mori                             |      |
| Tân Cương      | Huyện tự trị dân tộc Tích Bá Qapqal                             | 察布查尔錫伯自治县 Chábùchá'ěr Xíbó Zìzhìxiàn                                   | Người Tích Bá (Xibe)                                        | Tiếng Tích Bá ᠴᠠᠪᠴᠠᠯ ᠰᡳᠪᡝ ᠪᡝᠶᡝ ᡩᠠᠰᠠᠩᡤᠠ ᠰᡳᠶᠠᠨ Čabčal Sibe beye dasaŋga siyan | Qapqal                           |      |
| Tân Cương      | Huyện tự trị dân tộc Tajik Taxkorgan                            | 塔什库尔干塔吉克自治县 Tǎshíkù'ěrgàn Tǎjíkè Zìzhìxiàn                           | Người Tajiks                                                | Tiếng Tajik Toxkhürghon Tujik oftunum noya [tɔʃqyrʁɔn tudʒik ɔftunum nɔja] | Tashkurgan                       |      |
| Tân Cương      | Huyện tự trị dân tộc Hồi Yên Kỳ                                 | 焉耆回族自治县 Yānqí Huízú Zìzhìxiàn                                            | Người Hồi                                                   | (Người Hồi nói tiếng Trung) Xiao'erjing یًاٿِ خُوِذُو ذِجِشِیًا‎ | Yanqi                            |      |
| Vân Nam        | Huyện tự trị dân tộc Va Thương Nguyên                           | 沧源佤族自治县 Cāngyuán Wǎzú Zìzhìxiàn                                          | Người Va (Wa)                                               | ? | Mengdong                         |      |
| Vân Nam        | Huyện tự trị dân tộc Lô Lô Nga Sơn                              | 峨山彝族自治县 Èshān Yìzú Zìzhìxiàn                                             | Người Lô Lô                                                 | ? | Shuangjiang                      |      |
| Vân Nam        | Huyện tự trị dân tộc Thái và Va Cảnh Mã                         | 耿马傣族佤族自治县 Gěngmǎ Dǎizú Wǎzú Zìzhìxiàn                                  | Người Thái (Đại) và người Va                                | ? | Gengma                           |      |
| Vân Nam        | Huyện tự trị dân tộc Độc Long & Nộ Cống Sơn                     | 贡山独龙族怒族自治县 Gòngshān Dúlóngzú Nùzú Zìzhìxiàn                           | Người Độc Long (Dulong) và người Nộ (Nu)                    | ? | Zikai                            |      |
| Vân Nam        | Huyện tự trị dân tộc Dao Hà Khẩu                                | 河口瑶族自治县 Hékǒu Yáozú Zìzhìxiàn                                            | Người Dao (Yao)                                             | ? | Hà Khẩu (Hekou)                  |      |
| Vân Nam        | Huyện tự trị dân tộc Hà Nhì và Lô Lô Giang Thành                | 江城哈尼族彝族自治县 Jiāngchéng Hānízú Yízú Zìzhìxiàn                           | Người Hà Nhì (Hani) và người Lô Lô                          | ? | Mengjie                          |      |
| Vân Nam        | Huyện tự trị dân tộc Lô Lô Cảnh Đông                            | 景东彝族自治县 Jǐngdōng Yìzú Zìzhìxiàn                                          | Người Lô Lô (Yi)                                            | ? | Jingping                         |      |
| Vân Nam        | Huyện tự trị dân tộc Thái và Lô Lô Cảnh Cốc                     | 景谷傣族彝族自治县 Jǐnggǔ Dǎizú Yízú Zìzhìxiàn                                  | Người Thái và người Lô Lô                                   | ? | Weiyuan                          |      |
| Vân Nam        | Huyện tự trị dân tộc H'Mong, Dao và Thái Kim Bình               | 金平苗族瑤族傣族自治县 Jīnpíng Miáozú Yáozú Dǎizú Zìzhìxiàn                     | H'Mong, người Dao, và người Thái                            | ? | Kim Hà (Jinhe)                   |      |
| Vân Nam        | Huyện tự trị dân tộc La Hủ Lan Thương                           | 澜沧拉祜族自治县 Láncāng Lāhùzú Zìzhìxiàn                                       | Người La Hủ (Lahu)                                          | ? | Lancang                          |      |
| Vân Nam        | Huyện tự trị dân tộc Bạch và Pumi Lan Bình                      | 兰坪白族普米族自治县 Lánpíng Báizú Pǔmǐzú Zìzhìxiàn                             | Người Bạch (Bai) và người Pumi                              | ? | Jinding                          |      |
| Vân Nam        | Huyện tự trị dân tộc Naxi Lệ Giang                              | 丽江纳西族自治县 Lìjiāng Nàxīzú Zìzhìxiàn                                       | Người Naxi (Nakhi, Nạp Tây)                                 | ? | Lijiang                          |      |
| Vân Nam        | Huyện tự trị dân tộc Lô Lô và H'Mong Lộc Khuyến                 | 禄劝彝族苗族自治县 Lùquàn Yízú Miáozú Zìzhìxiàn                                 | Người Lô Lô và H'Mong                                       | ? | Pingshan                         |      |
| Vân Nam        | Huyện tự trị dân tộc Thái, La Hủ và Va Mạnh Liên                | 孟连傣族拉祜族佤族自治县 Mènglián Dǎizú Lāhùzú Wǎzú Zìzhìxiàn                   | Người Thái, người La Hủ, và người Va                        | ? | Menglian                         |      |
| Vân Nam        | Huyện tự trị dân tộc Hà Nhì Mặc Giang                           | 墨江哈尼族自治县 Mòjiāng Hānízú Zìzhìxiàn                                       | Người Hà Nhì (Hani)                                         | ? | Jiulian                          |      |
| Vân Nam        | Huyện tự trị dân tộc Lô Lô Nam Giản                             | 南涧彝族自治县 Nánjiàn Yìzú Zìzhìxiàn                                           | người Lô Lô                                                 | ? | Nanjian                          |      |
| Vân Nam        | Huyện tự trị dân tộc Lô Lô Ninh Lang                            | 宁蒗彝族自治县 Nínglàng Yìzú Zìzhìxiàn                                          | người Lô Lô                                                 | ? | Daxing                           |      |
| Vân Nam        | Huyện tự trị dân tộc H'Mong Bình Biên                           | 屏边苗族自治县 Píngbiān Miáozú Zìzhìxiàn                                        | H'Mong                                                      | ? | Yuping                           |      |
| Vân Nam        | Huyện tự trị dân tộc Hà Nhì và Lô Lô Phổ Nhĩ                    | 普洱哈尼族彝族自治县 Pǔ'ěr Hānízú Yízú Zìzhìxiàn                                | Người Hà Nhì và người Lô Lô                                 | ? | Ning'er                          |      |
| Vân Nam        | Huyện tự trị dân tộc Lô Lô Thạch Lâm                            | 石林瑶族自治县 Shílín Yáozú Zìzhìxiàn                                           | Người Lô Lô                                                 | ? | Lufu Town                        |      |
| Vân Nam        | Huyện tự trị dân tộc La Hủ, Va, Bố Lãng và Thái Song Giang      | 双江拉祜族佤族布朗族傣族自治县 Shuāngjiāng Lāhùzú Wǎzú Bùlǎngzú Dǎizú Zìzhìxiàn | Người La Hủ, người Va, người Bố Lãng (Blang), và người Thái | ? | Mengmeng                         |      |
| Vân Nam        | Huyện tự trị dân tộc Lô Lô và dân tộc Ngụy Sơn                  | 巍山彝族回族自治县 Wēishān Yízú Huízú Zìzhìxiàn                                 | Người Lô Lô và người Hồi                                    | (Người Hồi nói tiếng Trung) Xiao'erjing وِشً یِذُو خُوِذُو ذِجِشِیًا‎ | Wenhua                           |      |
| Vân Nam        | Huyện tự trị dân tộc Lật Túc Duy Tây                            | 维西傈僳族自治县 Wéixī Lìsùzú Zìzhìxiàn                                         | Người Lật Túc (Lisu)                                        | ? | Zhaxi                            |      |
| Vân Nam        | Huyện tự trị dân tộc Va Tây Minh                                | 西盟佤族自治县 Xīméng Wǎzú Zìzhìxiàn                                            | Người Va                                                    | ? | Mengsuo                          |      |
| Vân Nam        | Huyện tự trị dân tộc Lô Lô và Thái Tân Bình                     | 新平彝族傣族自治县 Xīnpíng Yìzú Dǎizú Zìzhìxiàn                                 | Người Lô Lô và người Thái                                   | ? | Guishan                          |      |
| Vân Nam        | Huyện tự trị dân tộc Lô Lô Dạng Tỵ                              | 漾濞彝族自治县 Yàngbì Yìzú Zìzhìxiàn                                            | Người Lô Lô                                                 | ? | Dajie                            |      |
| Vân Nam        | Huyện tự trị dân tộc Hà Nhì, Lô Lô và Thái Nguyên Giang         | 元江哈尼族彝族傣族自治县 Yuánjiāng Hānízú Dǎizú Yízú Zìzhìxiàn                  | Người Hà Nhì, người Lô Lô, và người Thái                    | ? | Yuanjiang                        |      |
| Vân Nam        | Huyện tự trị dân tộc Lô Lô, Hà Nhì và La Hủ Trấn Nguyên         | 镇沅彝族哈尼族拉祜族自治县 Zhènyuán Yízú Hānízú Lāhùzú Zìzhìxiàn                | Người Lô Lô, người Hà Nhì, và người La Hủ (Lahu)            | ? | Enle                             |      |
| Vân Nam        | Chiết Giang                                                     | Huyện tự trị dân tộc Xa Cảnh Ninh                                               | 景宁畲族自治县 Jǐngníng Shēzú Zìzhìxiàn                     | Người Xa (She) | ?                                | Hexi |